# Wendy Obein

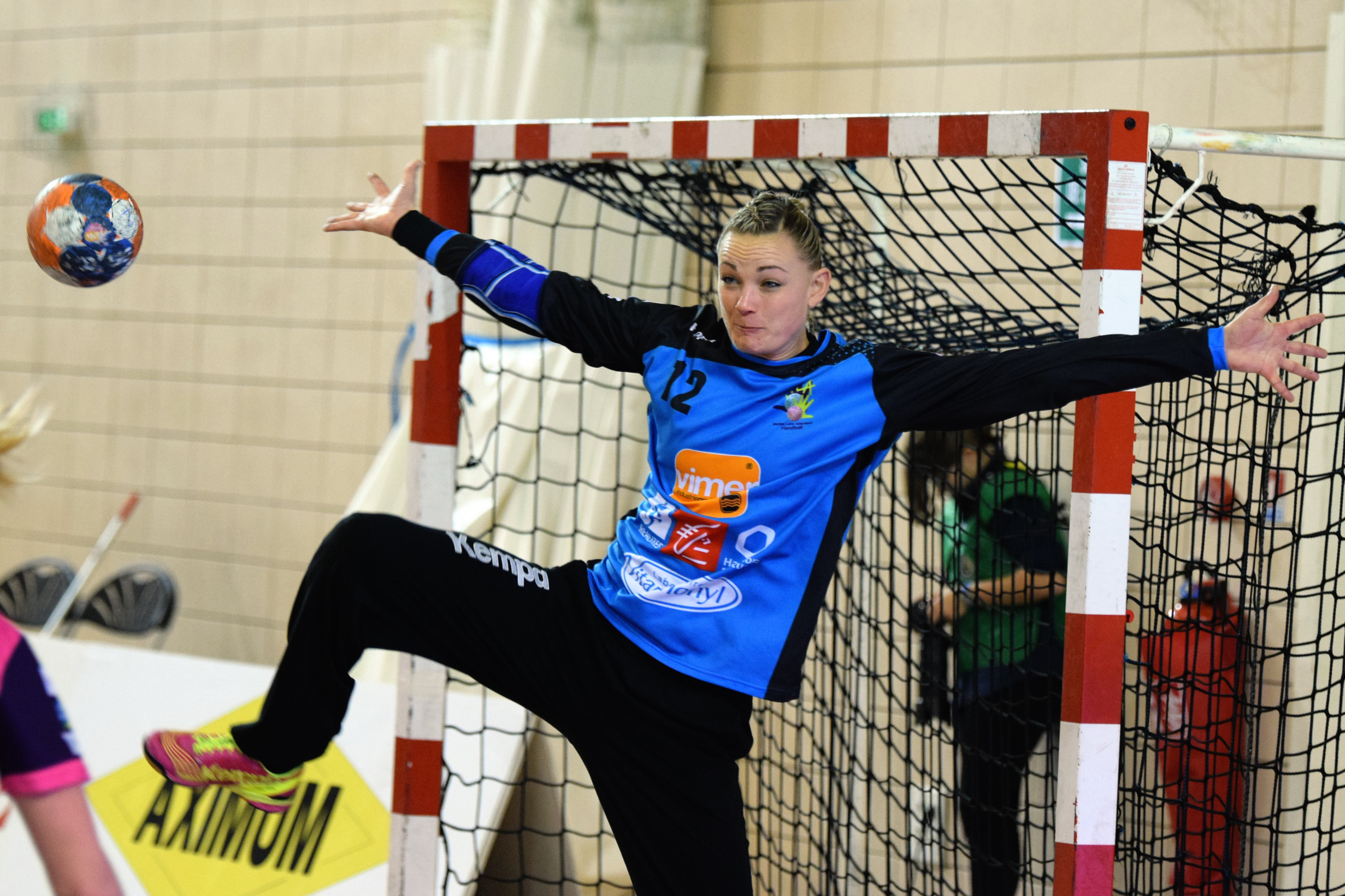
Wendy Obein à la parade, le 6 novembre 2015.

Wendy Obein, née le 26 septembre 1986 à Poissy, est une handballeuse française, évoluant au poste de gardienne de but.

## Biographie
Débutant avec l'équipe de France en 2004, elle participe à la préparation au championnat du Monde 2005, mais elle n'est pas retenue dans le groupe qui évolue en Russie à Saint-Pétersbourg. Son manque d'expérience la prive ensuite des compétitions avec l'équipe de France.
Elle retrouve le groupe en juin 2008 où elle participe à toute la préparation olympique de l'équipe de Olivier Krumbholz parmi les trois gardiennes du groupe. Elle n'est finalement pas retenue parmi les 14 joueuses ayant l'ambition de ramener une médaille olympique de Pékin.
En club, elle évolue à Metz avant de rejoindre, en 2004, Fleury-Les-Aubrais au sein duquel elle s'est progressivement imposée comme une valeur sûre, aux côtés de Armelle Attingré.
En 2011, après une saison en Espagne au BM Bera Bera, elle revient en France et s'engage avec Nantes, promu en D2.
En décembre 2015, en manque de temps de jeu après les arrivées de Marion Callavé et Barbora Ranikova, elle quitte Nantes LAH pour rejoindre le club allemand de TuS Metzingen.
Pour la saison 2017-2018, elle s'engage pour deux ans avec le club de Achenheim Truchtersheim Handball en Nationale 1. Après avoir remporté le championnat de Nationale 1, Achenheim Truchtersheim obtient sa promotion en deuxième division à l'été 2018.
Pour la saison 2019-2020, elle s'engage avec Mérignac Handball, promu en première division.

## Palmarès

### En club
compétitions nationales
- championne de France de deuxième division en 2013 (avec Nantes LAH)
- championne de France de Nationale 1 en 2018 (avec Achenheim Truchtersheim Handball)

### En sélection
autres
- 1re sélection en équipe de France le 17 novembre 2004 au Danemark
- 6 sélections (au 17 juillet 2008)
- 4e place du Championnat d'Europe junior 2004
- 17e place au Championnat du monde junior 2005